# Villefort (Lozère)

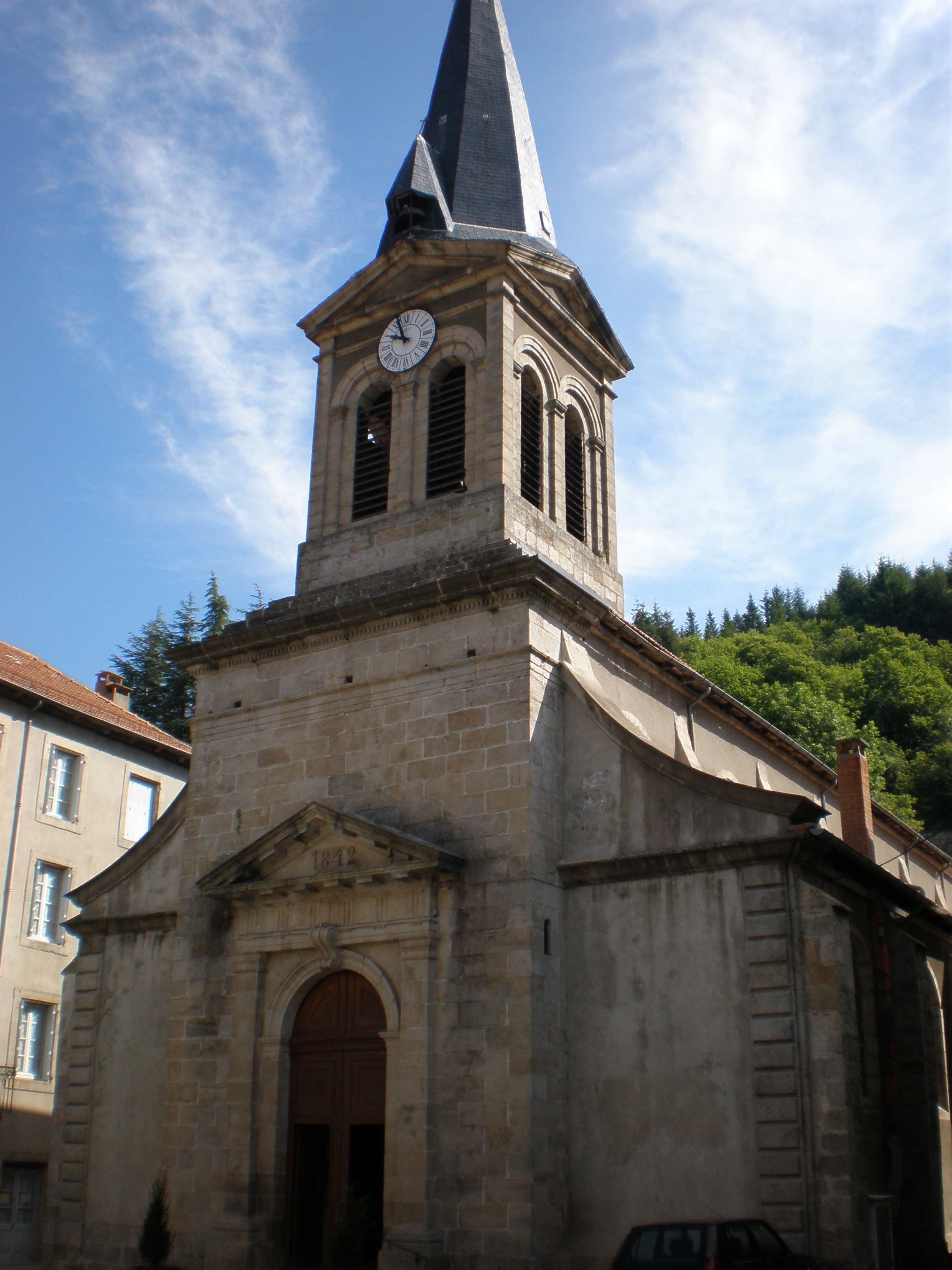
Kościół w Villefort, 2011

Villefort – miejscowość i gmina we Francji, w regionie Oksytania, w departamencie Lozère.
Według danych na rok 1990 gminę zamieszkiwało 700 osób, a gęstość zaludnienia wynosiła 95 osób/km² (wśród 1545 gmin Langwedocji-Roussillon Villefort plasuje się na 428. miejscu pod względem liczby ludności, natomiast pod względem powierzchni na miejscu 884.).

## Populacja

Populacja Villefort w latach 1962–2008